# Gustaw Kerszman
Gustaw Kerszman (ur. 1932 w Warszawie, zm. 24 grudnia 2014 w Kopenhadze) – polski mikrobiolog i genetyk żydowskiego pochodzenia.

## Życiorys
Urodził się w Warszawie, w rodzinie żydowskiej, jako syn Józefa Kerszmana lekarza okulisty (zm. 1943) i Anny z domu Zeligman. Lata dzieciństwa spędził w Białymstoku. Po ataku III Rzeszy na Związek Radziecki w 1941, został wraz z rodziną przesiedlony do białostockiego getta. W latach 1943–1945 ukrywał się po aryjskiej stronie w Warszawie, a po upadku powstania warszawskiego – w Skierniewicach. Po zakończeniu wojny zamieszkał w Łodzi i ukończył mikrobiologię na Uniwersytecie Łódzkim. W latach 1954–1969 pracował w Katedrze Mikrobiologii Uniwersytetu Łódzkiego, w 1960 obronił doktorat, od 1967 jako docent habilitowany.
W 1969 po antysemickiej nagonce, która była następstwem wydarzeń marcowych, wyemigrował do Danii. Zamieszkał w Kopenhadze. Pracował początkowo na Uniwersytecie Kopenhaskim, a w latach 1972–2002 wykładał biologię molekularną i genetykę na Roskilde Universitetscenter. W 2002 przeszedł na emeryturę.

## Wybrane publikacje
- 1967: Restrykcja bakteriofaga lambda w szczepie W Escherichla coli